# Fermín Naudeau
Fermín Naudeau Urbina (Ciudad de Guatemala, 7 de julio de 1893 - Ciudad de Panamá, 18 de enero de 1932) fue un educador nacionalizado panameño, especializado en el campo de las matemáticas y física.

## Biografía
Durante su niñez se trasladó a Panamá donde estudió en la escuela de Varones de Santa Ana y con los Hermanos Cristianos. Posteriormente estudió en el Instituto Nacional de Panamá, graduándose en 1913. Fue becado por el gobierno de Belisario Porras para especializarse como docente de enseñanza secundaria con énfasis en matemáticas en la Universidad Pedagógica de Chile (1913-1917).
Desde 1917 hasta su fallecimiento impartió clases en el Instituto Nacional como profesor de matemáticas y física. Naudeau cuestionó y reformuló el proceso de aprendizaje de la matemática durante la enseñanza primaria y sus textos fueron adoptados en los primeros años de la época republicana panameña. También fue un crítico de la enseñanza de la física descriptiva y abogaba por el paradigma de la física matemática.
Póstumamente se le honró a un principal colegio de educación secundaria en la capital panameña, el Instituto Fermín Naudeau, el 29 de abril de 1958.

## Obras publicadas
- Tratado intuitivo y racional de geometría elemental (texto escolar, 1921)
- Compendio de geometría elemental (texto escolar, 1921)
- Aritmética (texto escolar, 1930)
- La enseñanza moderna de la física (1917)
- La ecuación de las curvas polares de las secciones cónicas en coordenadas ortogonales (1922)
- La medición (1924)